# أدريان روس (لاعب كرة قدم)
أدريان روس (بالمجرية: Rus Adrián)‏ (بالرومانية: Adrián Rus)‏ هو لاعب كرة قدم مجري وروماني في مركز الدفاع، ولد في 18 مارس 1996 في ساتو ماري في رومانيا. شارك مع منتخب رومانيا تحت 21 سنة لكرة القدم. أما مع النوادي، فقد لعب مع نادي مول فيهيرفار.

## وصلات خارجية
- أدريان روس على موقع الاتحاد الأوربي (الإنجليزية)
- أدريان روس على موقع قاعدة بيانات كرة القدم.إي يو (الإنجليزية)
- أدريان روس على موقع ناشيونال فوتبول تيمز (الإنجليزية)
- أدريان روس على موقع Soccerway.com (الإنجليزية)